# Jubaí
Jubaí é um distrito pertencente ao município de Conquista, no estado de Minas Gerais, no Brasil.

## Etimologia
"Jubaí" é um termo originário da língua geral meridional. É um sinônimo de tamarindo.

## História
O antigo nome do distrito era "São Francisco da Ponte Alta".